# Campionati Internazionali di Sicilia
I Campionati Internazionali di Sicilia sono stati un torneo di tennis giocato sui campi in terra rossa di Palermo in Italia. 

## Storia
La prima edizione è stata disputata nel 1935 ed è entrato a far parte dell'ATP Tour nel 1979. Il torneo, diretto da Cino Marchese per 27 edizioni, è stato disputato fino al 2006 sui campi del Circolo Tennis Palermo della Favorita. Tra gli altri campioni, nell'albo d'oro figurano Rod Laver e Björn Borg. Fino al 1971 fu anche femminile.
Dopo qualche anno di vuoto, nel 2009 il tennis dell'ATP è tornato a Palermo con il Sicilia Classic, torneo appartenente al circuito ATP Challenger Tour che si è disputato fino al 2011. Le prime due edizioni si disputarono al Country Time Club, già sede degli Internazionali Femminili di Palermo dal 1998 al 2013, mentre quella del 2011 al Circolo Tennis Palermo, sede storica del tennis cittadino.

## Albo d'oro

### Singolare maschile
| Anno      | Vincitore             | Finalista               | Punteggio               |
| --------- | --------------------- | ----------------------- | ----------------------- |
| 1935      | Giovanni Palmieri     | Jean Lesueur            | 7–5 ritiro              |
| 1936      | Giovanni Palmieri     | Augusto Rado            | 2–6, 6–3, 4–6, 6–2, 6–3 |
| 1937      | Giovanni Palmieri     | György Dallos           | 6–2, 6–3, 6–2           |
| 1938      | Vojtek Wodicka        | Boris Maneff            | 6–4, 2–6, 6–4, 6–3      |
| 1939      | Constantin Tanasescu  | Vanni Canepele          | 7–5, 6–4, 6–2           |
| 1940      | József Asbóth         | George Lyttleton Rogers | 6–0, 7–5, 6–4           |
| 1941-1950 | Non disputato         |                         |                         |
| 1951      | Jaroslav Drobny       | Dick Savitt             | 6–4, 2–6, 6–1, 2–6, 6–4 |
| 1952      | Jaroslav Drobny       | Fausto Gardini          | 1–6, 6–4, 6–4, 6–4      |
| 1953      | Budge Patty           | Bernard Bartzen         | 3–6, 6–4, 3–6, 6–3, 6–1 |
| 1954-1955 | Non disputato         |                         |                         |
| 1956      | Giuseppe Merlo        | Hugh Stewart            | 6–4, 8–10, 6–3, 6–2     |
| 1957      | Giuseppe Merlo        | Ham Richardson          | 2–6, 6–4, 6–1, 6–0      |
| 1958      | Nicola Pietrangeli    | Mervyn Rose             | 7–5, 6–4, 8–6           |
| 1959      | Neale Fraser          | Nicola Pietrangeli      | 7–5, 6–4, 8–6           |
| 1960      | Mario Llamas          | Giuseppe Merlo          | 6–4, 3–6, 6–3, 4–6, 6–2 |
| 1961      | Non disputato         |                         |                         |
| 1962      | Rod Laver             | Neale Fraser            | 7–5, 6–4, 8–6           |
| 1963      | Nicola Pietrangeli    | Boro Jovanović          | 6–4, 6–2, 6–4           |
| 1964      | Nicola Pietrangeli    | Edison Mandarino        | 6–3, 6–2, 1–6, 6–1      |
| 1965      | Martin Mulligan       | William Alvarez         | 6–1, 6–1, 6–2           |
| 1966      | Non disputato         |                         |                         |
| 1967      | Aleksandre Met'reveli | Michael Belkin          | 7–5, 6–4, 6–4           |
| 1968      | Ion Țiriac            | Marty Riessen           | 8–6, 6–0, 1–6, 6–4      |
| 1969      | Ion Țiriac            | Ilie Năstase            | 4–6, 6–0, 6–2, 2–6, 6–2 |
| 1970      | István Gulyás         | Ilie Năstase            | 6–1, 6–4, 6–4           |
| 1971      | Roger Taylor          | Pierre Barthes          | 6–3, 4–6, 7–6, 6–2      |
| 1972      | Non disputato         |                         |                         |
| 1973      | Martin Mulligan       | Jun Kuki                | 6–0, 5–7, 6–3           |
| 1974-1978 | Non disputato         |                         |                         |
| 1979      | Björn Borg            | Corrado Barazzutti      | 6–4, 6–0, 6–4           |
| 1980      | Guillermo Vilas       | Paul McNamee            | 6–4, 6–0, 6–0           |
| 1981      | Manuel Orantes        | Pedro Rebolledo         | 6–4, 6–0, 6–0           |
| 1982      | Mario Martínez        | John Alexander          | 6–4, 7–5                |
| 1983      | Jimmy Arias           | José Luis Clerc         | 6–2, 2–6, 6–0           |
| 1984      | Francesco Cancellotti | Miloslav Mečíř          | 6–0, 6–3                |
| 1985      | Thierry Tulasne       | Joakim Nyström          | 6–2, 6–0                |
| 1986      | Ulf Stenlund          | Pablo Arraya            | 6–2, 6–3                |
| 1987      | Martín Jaite          | Karel Nováček           | 7–6, 6–7, 6–4           |
| 1988      | Mats Wilander         | Kent Carlsson           | 6–1, 3–6, 6–4           |
| 1989      | Guillermo Pérez       | Paolo Canè              | 6–1, 6–4                |
| 1990      | Franco Davín          | Juan Aguilera           | 6–1, 6–1                |
| 1991      | Frédéric Fontang      | Emilio Sánchez          | 1–6, 6–3, 6–3           |
| 1992      | Sergi Bruguera        | Emilio Sánchez          | 6–1, 6–3                |
| 1993      | Thomas Muster         | Sergi Bruguera          | 7–6(2), 7–5             |
| 1994      | Alberto Berasategui   | Àlex Corretja           | 2–6, 7–6(6), 6–4        |
| 1995      | Francisco Clavet      | Jordi Burillo           | 6(3)–7, 6–3, 7–6(1)     |
| 1996      | Karim Alami           | Adrian Voinea           | 7–5, 2–1, ritirato      |
| 1997      | Alberto Berasategui   | Dominik Hrbatý          | 6–4, 6–2                |
| 1998      | Mariano Puerta        | Franco Squillari        | 6–3, 6–2                |
| 1999      | Arnaud Di Pasquale    | Alberto Berasategui     | 6–1, 6–3                |
| 2000      | Olivier Rochus        | Diego Nargiso           | 7–6(14), 6–1            |
| 2001      | Félix Mantilla        | David Nalbandian        | 7–6(2), 6–4             |
| 2002      | Fernando González     | José Acasuso            | 5–7, 6–3, 6–1           |
| 2003      | Nicolás Massú         | Paul-Henri Mathieu      | 1–6, 6–2, 7–6(0)        |
| 2004      | Tomáš Berdych         | Filippo Volandri        | 6–3, 6–3                |
| 2005      | Igor' Andreev         | Filippo Volandri        | 0–6, 6–1, 6–3           |
| 2006      | Filippo Volandri      | Nicolás Lapentti        | 5–7, 6–1, 6–3           |
| 2009-2011 | Vedi: Sicilia Classic |                         |                         |

### Singolare femminile
| Anno      | Vincitrice                                | Finalista                      | Punteggio       |
| --------- | ----------------------------------------- | ------------------------------ | --------------- |
| 1935      | Hilde Sperling                            | Ucci Manzutto                  | 6–2, 6–1        |
| 1936      | Totta Zehden                              | Ucci Manzutto                  | 6–2, 6–4        |
| 1937      | Totta Zehden                              | Rosl Kraus                     | 7–5, 4–6, 6–3   |
| 1938      | Mary Witmarsh                             | Klara Hammer                   | 0–6, 7–5, 7–5   |
| 1939      | Eva Porokova                              | Magda Berescu                  | 6–3, 7–9, 6–2   |
| 1940      | Annelies Ullstein                         | Wally San Donnino              | 6–1, 6–2        |
| 1941-1950 | Non disputato                             |                                |                 |
| 1951      | Doris Hart                                | Shirley Fry                    | 16–14, 1–6, 6–4 |
| 1952      | Joan Curry                                | Thelma Coyne Long              | 7–5, 6–4        |
| 1953      | Totta Zehden                              | Maria-Josefa de Riba           | 5–7, 6–3, 6–4   |
| 1954-1955 | Non disputato                             |                                |                 |
| 1956      | Althea Gibson                             | Heather Brewer-Segal           | 6–2, 6–2        |
| 1957      | Thelma Coyne Long                         | Edda Buding                    | 9–7, 6–1        |
| 1958      | Heather Brewer-Segal                      | Yola Ramírez                   | 5–7, 6–3, 6–2   |
| 1959      | Yola Ramírez                              | Renee Schuurman                | 2–6, 6–4, 6–4   |
| 1960      | Bernice Carr-Vukovich                     | Jan Lehane                     | 6–4, 6–3        |
| 1961      | Non disputato                             |                                |                 |
| 1962      | Lea Pericoli                              | Elizabeth Starkie              | 6–2, 1–6, 6–0   |
| 1963      | Helga Niessen Masthoff                    | Maria Teresa Riedl             | 7–5, 6–2        |
| 1964      | Vlasta Kodesova-Vopickova                 | Věra Suková                    | 6–1, 6–1        |
| 1965      | Madonna Schacht                           | Almut Sturm                    | 6–0, 5–7, 6–3   |
| 1966      | Non disputato                             |                                |                 |
| 1967      | Lesley Turner Bowrey                      | Kathleen Harter                | 6–3, 6–2        |
| 1968      | Helen Gourlay-Cawley                      | Virginia Caceres               | 6–3, 6–0        |
| 1969      | Marie Neumannova Pinterova                | Anna-Maria Nasuelli            | 6–2, 6–8, 6–0   |
| 1970      | Christina Sandberg                        | Pam Austin                     | 6–0, 6–3        |
| 1971      | Helga Schultze-Hösl                       | Gail Sherriff Chanfreau Lovera | 6–3, 4–6, 7–6   |
| 1988-2013 | Vedi: Internazionali Femminili di Palermo |                                |                 |

### Doppio maschile
| Anno      | Vincitori                              | Finalisti                            | Punteggio                 |
| --------- | -------------------------------------- | ------------------------------------ | ------------------------- |
| 1935      | Giovanni Palmieri Valentino Taroni     | Antoine Gentien Jean Lesueur         | 6–1, 6–3, 3–6, 7–5        |
| 1936      | Non disputato                          |                                      |                           |
| 1937      | Valentino Taroni L. Martinelli         | Ottó Szigeti Emil Gábori             | 3–6, 6–3, 7–5, 6–3        |
| 1938      | Giovanni Palmieri Boris Maneff         | Vojtek Wodicka Augusto Rado          | 2–6, 6–2, 7–5, 6–2        |
| 1939      | Cristea Caralulis Constantin Tanasescu | Valentino Taroni Gino Vido           | 8–6, 6–4, 6–2             |
| 1940      | Franjo Punčec Josip Palada             | Gino Vido Gianni Cucelli             | 6–1, 6–3, 6–2             |
| 1941-1950 | Non disputato                          |                                      |                           |
| 1951      | Jaroslav Drobny Dick Savitt            | Straight Clark Hal Burrows           | 6–4, 6–1, 6–3             |
| 1952      | Jaroslav Drobny Milan Matous           | Giuseppe Merlo Renato Gori           | 6–8, 6–0, 6–2, 6–2        |
| 1953      | Gianni Cucelli Marcello Del Bello      | Kurt Nielsen Bernard Bartzen         | 8–6 ritiro                |
| 1954-1955 | Non disputato                          |                                      |                           |
| 1956      | Hugh Stewart Abe Segal                 | Nicola Pietrangeli Orlando Sirola    | 6–3, 0–6, 11–9            |
| 1957      | Mario Llamas Francisco Contreras       | Esteban Reyes Gustavo Palafox        | 4–6, 5–7, 7–5, 13–11, 6–4 |
| 1958      | Nicola Pietrangeli Orlando Sirola      | Mervyn Rose Warren Woodcock          | 7–5, 3–6, 7–5, 7–5        |
| 1959      | Roy Emerson Neale Fraser               | Nicola Pietrangeli Orlando Sirola    | 6–3, 0–6, 11–9, 6–2       |
| 1960      | Nicola Pietrangeli Orlando Sirola      | Robert Howe Abe Segal                | 10–8, 4–6, 6–3, 7–5       |
| 1961      | Non disputato                          |                                      |                           |
| 1962      | Rod Laver Neale Fraser                 | Bob Hewitt Fred Stolle               | 9–7, 3–6, 6–1, 6–1, 6–2   |
| 1963      | Marty Riessen Frank Froehling          | Chuck McKinley Dennis Ralston        | 4–6, 8–6, 4–6, 6–3, 6–4   |
| 1964      | Bob Hewitt Fred Stolle                 | Nicola Pietrangeli Sergio Tacchini   | 1–6, 8–6, 4–6, 6–3, 6–2   |
| 1965      | Martin Mulligan Giuseppe Merlo         | William Alvarez Frew McMillan        | 7–5, 6–3, 6–3             |
| 1966      | Non disputato                          |                                      |                           |
| 1967      | Aleksandre Met'reveli Sergej Lichačëv  | Ramanathan Krishnan Toomas Leius     | 6–4, 6–2, 6–4             |
| 1968      | Nicola Pietrangeli Martin Mulligan     | Ion Țiriac Ilie Năstase              | 6–2, 6–4                  |
| 1969      | Ion Țiriac Ilie Năstase                | István Gulyás Nicolas Kalogeropoulos | 6–3, 8–6, 5–7, 4–6, 7–5   |
| 1970      | John Clifton David Lloyd               | Ion Țiriac Ilie Năstase              | 17–19, 11–9, 6–1          |
| 1971      | Pierre Barthes Georges Goven           | Ion Țiriac Ilie Năstase              | 6–2, 6–3                  |
| 1972-1978 | Non disputato                          |                                      |                           |
| 1979      | Peter McNamara Paul McNamee            | Ismail El Shafei John Feaver         | 7–5, 7–6                  |
| 1980      | Gianni Ocleppo Ricardo Ycaza           | Víctor Pecci Balázs Taróczy          | 6–2, 6–2                  |
| 1981      | José Luis Damiani Diego Pérez          | Jaime Fillol Belus Prajoux           | 6–1, 6–4                  |
| 1982      | Gianni Marchetti Enzo Vattuone         | José Luis Damiani Diego Pérez        | 6–4, 6–7, 6–3             |
| 1983      | Pablo Arraya José Luis Clerc           | Tian Viljoen Danie Visser            | 1–6, 6–4, 6–4             |
| 1984      | Tomáš Šmíd Blaine Willenborg           | Claudio Panatta Henrik Sundström     | 6–7, 6–3, 6–0             |
| 1985      | Colin Dowdeswell Joakim Nyström        | Sergio Casal Emilio Sánchez          | 6–4, 6–7, 7–6             |
| 1986      | Paolo Canè Simone Colombo              | Claudio Mezzadri Gianni Ocleppo      | 7–5, 6–3                  |
| 1987      | Leonardo Lavalle Claudio Panatta       | Petr Korda Tomáš Šmíd                | 3–6, 6–4, 6–4             |
| 1988      | Carlos Di Laura Marcelo Filippini      | Alberto Mancini Christian Miniussi   | 6–2, 6–0                  |
| 1989      | Peter Ballauff Rudiger Haas            | Goran Ivanišević Diego Nargiso       | 6–2, 6–7, 6–4             |
| 1990      | Sergio Casal Emilio Sánchez            | Carlos Costa Horacio de la Peña      | 6–3, 6–4                  |
| 1991      | Jacco Eltingh Tom Kempers              | Emilio Sánchez Javier Sánchez        | 3–6, 6–3, 6–3             |
| 1992      | Johan Donar Ola Jonsson                | Horacio de la Peña Vojtěch Flégl     | 5–7, 6–3, 6–4             |
| 1993      | Sergio Casal Emilio Sánchez            | Juan Garat Jorge Lozano              | 6–3, 6–3                  |
| 1994      | Tom Kempers Jack Waite                 | Neil Broad Greg Van Emburgh          | 7–6, 6–4                  |
| 1995      | Àlex Corretja Fabrice Santoro          | Hendrik Jan Davids Piet Norval       | 6–7, 6–4, 6–3             |
| 1996      | Andrew Kratzmann Marcos Ondruska       | Cristian Brandi Emilio Sánchez       | 7–6, 6–4                  |
| 1997      | Andrew Kratzmann Libor Pimek           | Hendrik Jan Davids Daniel Orsanic    | 3–6, 6–3, 7–6(6)          |
| 1998      | Donald Johnson Francisco Montana       | Pablo Albano Daniel Orsanic          | 6–4, 7–6(4)               |
| 1999      | Mariano Hood Sebastián Prieto          | Lan Bale Alberto Martín              | 6–3, 6–1                  |
| 2000      | Tomás Carbonell Martín García          | Pablo Albano Marc-Kevin Goellner     | walkover                  |
| 2001      | Tomás Carbonell Daniel Orsanic         | Enzo Artoni Emilio Benfele Álvarez   | 6–2, 2–6, 6–2             |
| 2002      | Lucas Arnold Ker Luis Lobo             | František Čermák Leoš Friedl         | 6–4, 4–6, 6–2             |
| 2003      | Lucas Arnold Ker Mariano Hood          | František Čermák Leoš Friedl         | 7–6(6), 6(3)–7, 6–3       |
| 2004      | Lucas Arnold Ker Mariano Hood          | Gastón Etlis Martín Rodríguez        | 7–5, 6–2                  |
| 2005      | Martín García Mariano Hood             | Mariusz Fyrstenberg Marcin Matkowski | 6–2, 6–3                  |
| 2006      | Martín García Luis Horna               | Mariusz Fyrstenberg Marcin Matkowski | 7–6(1), 7–6(2)            |
| 2009-2011 | Vedi: Sicilia Classic                  |                                      |                           |

### Doppio femminile
| Anno      | Vincitrici                                         | Finaliste                                | Punteggio     |
| --------- | -------------------------------------------------- | ---------------------------------------- | ------------- |
| 1936      | Ucci Manzutto Wally San Donnino                    | Totta Zehden Klara Hammer                | 6–4, 6–4      |
| 1937      | Rosl Kraus Catherine Wolf                          | Totta Zehden Edith Sander                | 3–6, 6–4, 6–4 |
| 1938      | Edith Sander Klara Hammer                          | Mary Witmarsh Sybil Edward               | 6–2, 6–4      |
| 1939      | Gracyn Wheeler Magda Berescu                       | Mary Müller Rosl Kraus                   | 7–5, 3–6, 7–5 |
| 1940      | Klára Somogyi Magda Berescu                        | Annelies Ullstein Ingeborg Schumann      | 6–2, 2–6, 6–4 |
| 1941-1950 | Non disputato                                      |                                          |               |
| 1951      | Doris Hart Shirley Fry                             | Nelly Landry Anne-Marie Seghers          | 7–5, 3–6, 7–5 |
| 1952      | Joan Curry Rita Anderson Jarvis                    | Silvana Lazzarino Maria-Josefa de Riba   | 6–4, 6–3      |
| 1953      | Erika Vollmer Inge Vogler                          | Totta Zehden Maria-Josefa de Riba        | 7–5, 6–1      |
| 1954-1955 | Non disputato                                      |                                          |               |
| 1956      | Althea Gibson Heather Brewer-Segal                 | Thelma Coyne Long Mary Hawton            | 6–2, 6–4      |
| 1957–1958 | Non disputato                                      |                                          |               |
| 1959      | Renee Schuurman Sandra Reynolds                    | Silvana Lazzarino Nicla Migliori         | 6–3, 5–7, 7–5 |
| 1960      | Mary Bevis-Hawton Jan Lehane                       | Sandra Reynolds Renee Schuurman          | 6–3, 8–6      |
| 1961      | Non disputato                                      |                                          |               |
| 1971      | Helga Schultze-Hösl Gail Sherriff Chanfreau Lovera | Marie Neumannova Pinterova Mila Holubova | 6–4, 6–3      |
| 1988-2013 | Vedi: Internazionali Femminili di Palermo          |                                          |               |

### Doppio misto
| Anno      | Vincitori                                          | Finalisti                                  | Punteggio     |
| --------- | -------------------------------------------------- | ------------------------------------------ | ------------- |
| 1935      | Hilde Sperling Valentino Taroni                    | Anna Luzzatti Jean Lesueur                 | 6–2, 6–2      |
| 1936      | Vittoria Tonolli Carlo Della Vida                  | Klara Hammer Rolf Goepfert                 | 6–3, 4–6, 6–3 |
| 1937      | Totta Zehden Valentino Taroni                      | Rosl Kraus Vojtek Wodicka                  | 6–2, 4–6, 6–4 |
| 1938      | Non disputato                                      |                                            |               |
| 1939      | Rosl Kraus Gino Vido                               | Gracyn Wheeler Constantin Tanacescu        | 8–6, 6–4      |
| 1940      | Josip Palada Alice Florian                         | Renato Bossi Ingeborg Schumann             | 6–3, 3–6, 6–2 |
| 1941-1950 | Non disputato                                      |                                            |               |
| 1951      | Shirley Fry Felicisimo Ampon                       | Beverly Baker Hal Burrows                  | 6–4, 6–2      |
| 1952      | Non disputato                                      |                                            |               |
| 1953      | Pat Ward Sven Davidson                             | Maria-Josefa de Riba George Worthington    | 6–4, 6–2      |
| 1954-1955 | Non disputato                                      |                                            |               |
| 1956      | Althea Gibson Orlando Sirola                       | Thelma Coyne Long Umberto Bergamo          | 4–6, 6–3, 6–1 |
| 1957      | Thelma Coyne Long Luis Ayala                       | Edda Buding Esteban Reyes                  | 7–5, 3–6, 6–2 |
| 1958      | Erika Vollmer Giorgio Fachini                      | Marie Martin Warren Woodcock               | 3–6, 6–2, 9–7 |
| 1959      | Yola Ramírez Trevor Fancutt                        | Renee Schuurman Orlando Sirola             | 6–4, 6–3      |
| 1960      | Renate Ostermann Peter Scholl                      | Renee Schuurman Jack Frost                 | 7–5, 3–6, 6–1 |
| 1961      | Non disputato                                      |                                            |               |
| 1962      | Elizabeth Starkie Fred Stolle                      | Lea Pericoli Neale Fraser                  | 3–6, 6–1, 6–2 |
| 1963      | Roberta Beltrame Michele Pirro                     | Heide Schildknecht Gene Scott              | 5–7, 6–4, 6–1 |
| 1964      | Robyn Ebbern Bob Hewitt                            | Věra Suková Stefan Koudelka                | 6–4, 6–3      |
| 1965      | Madonna Schacht Martin Mulligan                    | Carmen Hernandez-Coronado Edison Mandarino | 8–6, 3–6, 7–5 |
| 1966      | Non disputato                                      |                                            |               |
| 1967      | Galina Baksheeva Toomas Lejus                      | Roberta Beltrame Sergej Lichačëv           | 9–7, 2–6, 6–0 |
| 1968      | Helen Gourlay Ion Țiriac                           | Virginia Caceras Patricio Cornejo          | 9–7, 2–6, 6–0 |
| 1969      | Ulla Sandulf Ion Țiriac                            | Vladimír Zedník Mila Holubova              | 6–2, 6–3      |
| 1970      | Christina Sandberg Bob Giltinan                    | Marie Neumannova Pinterova František Pála  | 6–3, 6–3      |
| 1971      | Gail Sherriff Chanfreau Lovera Helga Schultze-Hösl | Marie Neumannova Pinterova Mila Holubova   | 6–4, 6–4      |